# Johann Jacob Fezer
Johann Jacob Fezer (auch: Johann Jakob Fetzer) (* 24. August 1760 in Reutlingen; † 20. Februar 1844 ebenda) war Jurist, Publizist, Konsistorialrat und Bürgermeister in Reutlingen.

## Leben und Wirken
Er wurde als Sohn des Küfers Johann Jacob Fezer in Reutlingen geboren. Nach Besuch der Lateinschule studierte er in Tübingen zunächst Theologie, danach Jura. Nach seiner Promotion verbrachte er vier Jahre in Wien, kehrte 1788 zurück und ließ sich in Reutlingen als Rechtskonsulent nieder. Fezer zählte zu den schillernden Persönlichkeiten der Stadt im Zeitalter der Französischen Revolution. In zahlreichen Publikationen nahm er Stellung zu aktuellen politischen und sozialen Fragen und zur Aufklärungsdiskussion.
Während der französischen Revolutionskriege geriet die Reichsstadt Reutlingen in eine zunehmend schwierigere finanziellen Lage. Auf Vorschlag von Fezer konstituierte sich 1797 der sogenannte Zwölferausschuss, in den je ein Vertreter der zwölf Zünfte gewählt wurde. Die erarbeiteten Vorschläge stießen jedoch auf wenig Resonanz oder Gegenliebe, da die Abschaffung alter Missstände und Privilegien notwendig schien und erfolgen sollte.
Als Fezer 1798 dennoch zum Reutlinger Amtsbürgermeister gewählt worden war, konnte er sich mit seinen reformerischen Maßnahmen nicht durchsetzen, und seine Gegner erreichten, dass Fezer aus allen seinen Ämtern ausgeschlossen wurde. Trotzdem oder gerade deshalb konnte er sich bei den Wahlen im Jahr 1800 erneut behaupten, wurde zum Dritten Bürgermeister bestellt, lehnte aber ab.
Johann Jacob Fezer kämpfte noch jahrelang um seine Rehabilitierung. Politisch aber ging die Freie Reichsstadt Reutlingen 1802/03 an Württemberg über. Seine heftige Kritik an der Bürokratie führte im April 1819 zum Verlust seiner Advokatur und brachte ihm mehrere Monate Festungshaft auf dem Hohenasperg.
Fetzer benutzte zeitweise zwei Pseudonyme: Jakob Friedrich Schwab und Antiromanus. Als Schwab war er während seiner Aufenthaltszeit in Wien Herausgeber des „Österreichischen Toleranz-Boten“ (existierte 1786–1808) und sonst Volksschullehrer.

## Publikationen (Auswahl)
- Über Wahlrecht und Wahlfreiheit der Reutlinger Bürger. Reutlingen 1782.
- Reine Wahrheiten. Norderstedt 2016 (Nachdruck der Ausgabe von 1786).
- Brand von Reutlingen. Rückblick auf das große Brandunglück, durch welches die Stadt Reutlingen im September des Jahres 1726 in Schutt und Asche gelegt worden ist. Reutlingen 1826.
- Meine Lebensumstände. Reutlingen 1968, Bearb. Paul Schwarz (Erstdruck).
- Teutschland und Rom seit der Reformation Dr. Luthers. Eine Denkschrift zur 5. Sekularfeier der Augsburger Confession. Band 1 u. 2, Frankfurt am Main 1830.